# Ольховецкий ручей
Ольхо́вецкий ручей (Ольхо́вец, Ольхо́вецкий проток) — малая река в Красносельском районе Центрального административного округа Москвы, правый приток Чечёры. Со второй половины XX века заключён в подземный коллектор. Своё название получил от Чечёры, которую также именуют Ольховкой, из-за зарослей ольхи вдоль водотока.
Длина реки составляет 2,4 км. Ольховецкий ручей начинался в заболоченной местности севернее площади Мясницкие Ворота, недалеко от станции метро
«Тургеневская». Водоток проходил на северо-восток вдоль проспекта Академика Сахарова, поворачивал на восток и протекал по Новорязанской улице. Впадал в Чечёру в 150 метрах западнее Елоховской площади, у станции метро «Бауманская».